# 底波拉数
底波拉數（Deborah number，De）是流變學中的一個无量纲量，用來描述材料在特定條件下的流動性。若時間夠長，本質類似固體的物質也有可能會流動，若快速形變，本質類似流體的物質也有可能會有類似固體抵抗形變的特性。底波拉數就是將上述的觀察量化，馳豫時間較短的物質比較容易流動，其應變衰減也會比較快。
底波拉數是假設在時間足夠的條件下，即使是最堅硬的物體（例如山）也會流動。因此流動特性不是一個材料本身的固有属性，而是一種相對属性，此相對属性和二個有本質上完全不同的特徵時間有關。

## 定義
底波拉數定義為馳豫時間及觀測時間尺度的比值。馳豫時間表示一材料反應施力或形變時所需要的時間，觀測時間尺度是指探索材料反應的實驗（或電腦模擬）的時間尺度。底波拉數中整合了材料的彈性及粘滯度。若底波拉數越小，材料特性越接近流體，其運動越接近牛頓粘性流。若底波拉數越大，材料特性主要以彈性為主，底波拉數非常高時，材料特性接近固體 。
其方程式為：
{\displaystyle \mathrm {De} ={\frac {t_{\mathrm {c} }}{t_{\mathrm {p} }}}}
其中
- tc是指應力的馳豫時間（有時稱為馬克士威馳豫時間）
- tp是指觀測的時間尺度

## 歷史
底波拉數最早是由以色列理工学院的教授馬庫斯·萊納所提出，其名稱來自於聖經《士師記》5:5中，士師底波拉歌中的一句：
|  | 山見耶和華的面就震動。 |

馬庫斯·萊納在1964年的論文中（內容最早是在他於1962年在第四屆国际流变学大会的餐後演講）說明了此名稱的由來：
“底坡拉知道兩件事：第一，所有的東西都會流動，山也會流動。第二，山在神面前流動，不是在人面前流動。其原因很簡單，人的壽命很短，無法看到山的流勳，而神的觀測時間是無限的。因此可以定義无量纲量底波拉數 D = 馳豫時間/觀測時間。”